# Quedius plancus
Quedius plancus är en skalbaggsart som beskrevs av Wilhelm Ferdinand Erichson 1840. Quedius plancus ingår i släktet Quedius, och familjen kortvingar. Arten har ej påträffats i Sverige.